# Рушайни
Рушайни (пол. Ruszajny, нім. Reuschhagen) — село в Польщі, у гміні Барчево Ольштинського повіту Вармінсько-Мазурського воєводства.
Населення — 405 осіб (2011).

## Демографія
Демографічна структура станом на 31 березня 2011 року:
|          | Загалом | Допрацездатний вік | Працездатний вік | Постпрацездатний вік |
| -------- | ------- | ------------------ | ---------------- | -------------------- |
| Чоловіки | 206     | 44                 | 142              | 20                   |
| Жінки    | 199     | 30                 | 125              | 44                   |
| Разом    | 405     | 74                 | 267              | 64                   |